# Herrenknecht
Herrenknecht AG er en tysk producent af tunnelboremaskiner med hovedkvarter i Schwanau, Baden-Württemberg. Det er verdens førende producent af større tunnelboremaskiner. De har godt 5.000 ansatte fordelt på 82 datterselskaber.
Martin Herrenknecht etablerede virksomheden Martin Herrenknecht ingeniørbureau i 1975. To år senere blev det til Herrenknecht GmbH.